# Trincheira antitanque

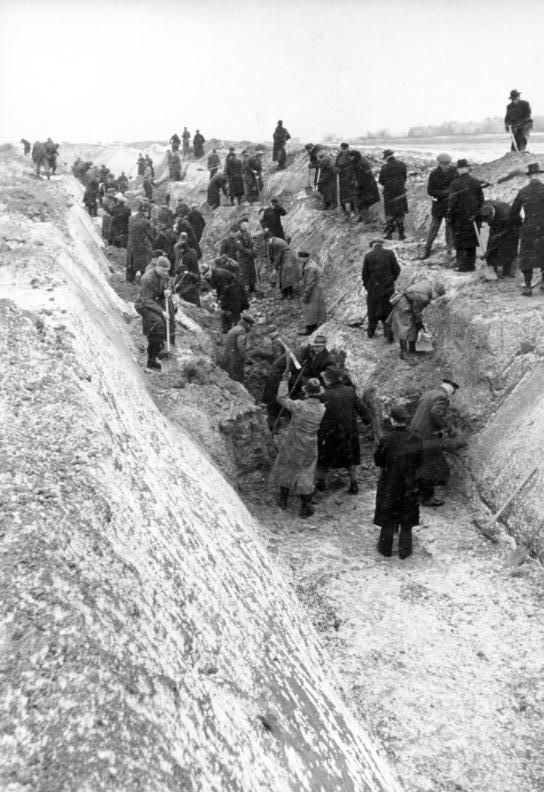
Soldados da milícia Volkssturm cavando uma trincheira antitanque na neve durante a Batalha de Berlim nos arredores da cidade (fevereiro/março de 1945)

Trincheiras antitanque são valas cavadas dentro e ao redor de posições fortificadas para conter o avanço dos tanques inimigos. As trincheiras antitanque foram usadas pela primeira vez na Primeira Guerra Mundial pela Alemanha em um esforço para proteger suas trincheiras contra os tanques britânicos recém-desenvolvidos. Uma trincheira antitanque deve ser larga e profunda o suficiente para impedir a passagem de um tanque. Exércitos são conhecidos por disfarçar trincheiras antitanque para permitir que a vala desabilite um tanque inimigo. Trincheiras antitanque podem ser anuladas com o uso de fascina [en].
De acordo com o Exército dos Estados Unidos, existem vários métodos pelos quais os engenheiros de combate podem cavar uma trincheira antitanque no campo de batalha. Usando apenas ferramentas manuais, um pelotão de soldados pode cavar uma vala triangular de 30 metros de comprimento, 3,5 metros de largura e 1,80 metro de profundidade em sete horas e meia; uma vala trapezoidal de dimensões semelhantes levaria quatorze horas. Equipar o pelotão com uma escavadeira elétrica de 3/4 jardas cúbicas reduz esses tempos de escavação para quatro horas e meia e nove horas, respectivamente. Alternativamente, um esquadrão de soldados com um perfurador de solo e cargas de demolição suficientes pode abrir uma vala de 100 metros de comprimento, 9 metros de largura e 3,6 metros de profundidade em doze horas.